# Srirangapatna
Srirangapatna, autrefois Seringapatam, (kannada : ಶ್ರೀರಂಗಪಟ್ಟಣ) est une ville de l'État du Karnataka en Inde, dans le district de Mandya. Situé sur une île formée par le fleuve Kaveri, la ville est un centre de pèlerinage vishnouïte millénaire dédié à la forme Ranganatha de Perumal (Vishnou).

## Histoire

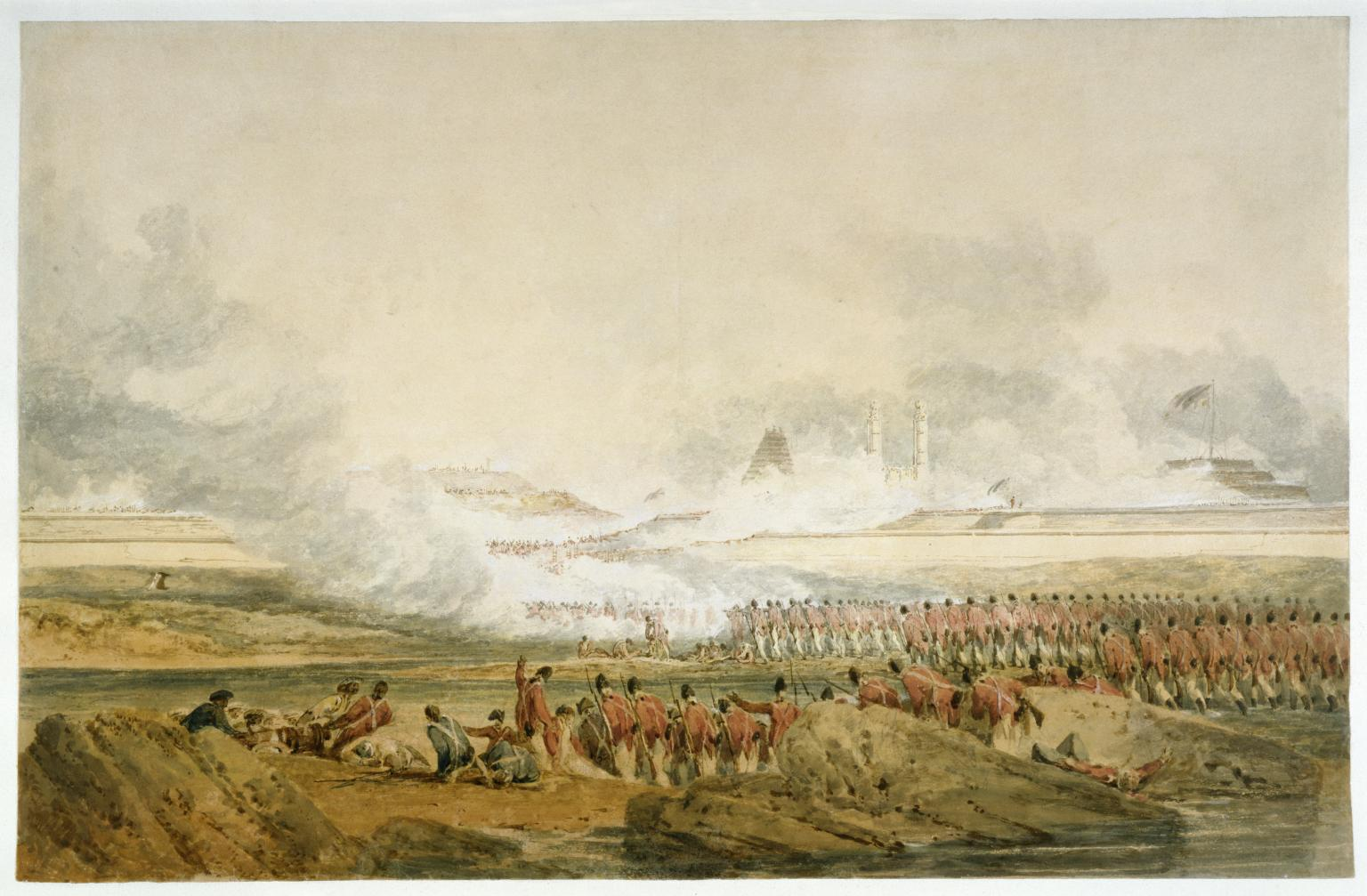
Le Siège de Seringapatam
William Turner, vers 1800
Tate Britain, Londres

C'est l'ancienne capitale du sultanat de Mysore, où le sultan Haidar Alî fut assiégé et qu'il assiégea plusieurs fois dans la seconde moitié du XVIIIe siècle, et où son fils Tipû Sâhib fut tué par les troupes de la Compagnie britannique des Indes orientales en 1799.
Un groupe de trois aquarelles de Turner, apparemment basées sur des dessins d'un ou plusieurs témoins oculaires, montre La Résidence du Raja de Mysore dans le fort de Seringapatam lors de son emprisonnement, Hoollay Deedy, ou nouveau port de Sally où le sultan Tipû Sâhib a été tué, et une Vue générale du siège avec les forces britanniques traversant la rivière Kaveri.

## Lieux et monuments
- Mosquée Masjid-i-Ala (Srirangapatna)